# ГЕС Бемпоста
ГЕС Бемпоста (порт. Barragem de Bemposta) — гідроелектростанція на півночі Португалії, на прикордонній з Іспанією ділянці Дору (найбільша за водозбірним басейном річка на північному заході Піренейського півострова, що впадає в Атлантичний океан біля Порту). Входить до складу каскаду, знаходячись між ГЕС Пікоте і ГЕС Альдеадавіла.
При спорудженні станції у 1960-х роках річку перекрили бетонною арковою греблею висотою 87 метрів та довжиною 297 метрів, на спорудження якої пішло 316 тис. м3 матеріалу. Вона утримує водосховище з площею поверхні 4,05 км2 та об'ємом 129 млн м3 (корисний об'єм 20 млн м3).
Первісно машинний зал ГЕС, споруджений у підземному виконанні дещо нижче греблі, обладнали трьома турбінами типу Френсіс потужністю по 79,5 МВт, які при напорі від 59 до 71 метра виробляють 924 млн кВт·год електроенергії на рік.
У період з 2008 по 2011 роки, враховуючи попит на балансуючі потужності в умовах розвитку відновлюваної енергетики, станцію підсилили другою чергою. У шахті глибиною 60 метрів встановили турбіну того ж типу потужністю 191 МВт, що збільшило можливості ГЕС майже вдвічі. При напорі у 65 метрів вона повинна додатково виробляти 134 млн кВт·год електроенергії на рік. Цей проєкт потребував інвестицій у 132 млн євро.